# Заяц, который любил давать советы
«Заяц, который любил давать советы» — советский короткометражный мультфильм. Эксцентрическая комедия, высмеивающая глупость и невежество.
В мультфильме звучит «Военный марш» Георгия Свиридова в исполнении Большого симфонического оркестра ЦТ и ВР (дирижёр — В. Федосеев).

## Сюжет
История о зайце, который ничего в жизни не умел, кроме как давать ненужные и глупые советы. С утра он учил корову мычать, а она учила его бодаться. Сороконожку пытался научить правильно ходить, но сделал её несчастной калекой на костылях. Увидев щурёнка, учащегося плавать, Заяц вытащил его из воды на берег и пытался потренировать его правильно плавать. Тут пришла мама-щука и спасла малыша, а Зайца прогнала. Услышав играющего на скрипке кузнечика и поющего соловья, он отобрал у кузнечика скрипку и учил его играть на ней, а соловья правильно петь, при этом прыгнув на ветку. Но и после этого совета Зайца прогнали, сбросив с ветки дерева на пень. Тем временем он увидел, как волк полз за ягнёнком, и предложил ему подарить маме на День рождения быка. Но тот не захотел стать подарком и отшвырнул волка в сторону, а он ударился головой об дерево. Волк схватил зайца за уши за очередной ненужный и глупый совет и отшвырнул ногой в другую сторону. Оказавшись на берегу реки и увидев на противоположном берегу трудолюбивого бобра, строящего плотину, заяц решил, что бобёр тонет неправильно, и, надев камень на шею с помощью своего галстука, прыгнул в реку, и вероятно, утонул.

## Съёмочная группа
| автор сценария             | Михаил Липскеров                                                                        |
| кинорежиссёр               | Иван Давыдов                                                                            |
| художники-постановщики     | Эрик Беньяминсон, Ольга Павлова                                                         |
| кинооператор               | Людмила Крутовская                                                                      |
| звукооператор              | Борис Фильчиков                                                                         |
| xудожники-мультипликаторы: | Татьяна Померанцева, Александр Мазаев, Александр Дорогов, Юрий Мещеряков, Алексей Букин |
| xудожники:                 | Татьяна Макарова, Светлана Давыдова, Марина Игнатенко, Любовь Горелова                  |
| ассистент режиссёра        | Галина Андреева                                                                         |
| монтажёр                   | Галина Смирнова                                                                         |
| роли озвучивали:           | Всеволод Ларионов — Заяц, Е. Шонина — Сороконожка, Владимир Сошальский — Волк           |
| редактор                   | Наталья Абрамова                                                                        |
| директор съёмочной группы  | Лилиана Монахова                                                                        |

## Видеоиздания
- Мультфильм выпускался на DVD в сборнике мультфильмов «Зайчишка—плутишка» («Союзмультфильм», дистрибьютор «Союз»)[1].